# Феликс (епископ Византийский)
Епископ Фе́ликс (греч. Επίσκοπος Φήλιξ, умер в 141) — епископ Византийский в течение пяти лет (136—141), святой.
Сменил епископа Элевтерия. Пастырское служение нёс в годы правления императоров Адриана и Антония Пия. Его мощи пребывают в подземной пещере, в которой святой Андрей Первозванный основал алтарь.
Согласно Синаксарю, его память совершается 15 апреля.